# 宋雅王后
宋雅王后（挪威語：Sonja av Norge，1937年7月4日—），本名宋雅·哈拉尔森（Sonja Haraldsen），出生于奥斯陆红十字诊所(英語：Red Cross Clinic)，挪威国王哈拉尔五世王后。其父母为卡尔·奥古斯特·哈拉尔森(Karl August Haraldsen)与达格妮·哈拉尔森(Dagny F. Ulrichsen)夫妇，1968年8月29日嫁与哈拉尔王储，成为挪威王太子妃。1991年1月17日哈拉尔继承王位后，成为王后陛下。

## 荣誉

### 外国勋章奖章
- 修交勋章光化大章（韩国，2019年6月12日批准[2]）